# Quipapá
Quipapá es un municipio brasileño situado en el estado de Pernambuco. Tiene una población estimada, a fines de 2022, de 17 873 habitantes.

## Historia
El municipio de Quipapá tiene su origen en la población que se erigió en la localidad concentrada alrededor de una pequeña capilla que obtuvo el estatus de freguesia, en homenaje a nuestra Señora de la Concepción de Quipapá.
Fue fundada entre los años de 1630 a 1697, trabajo realizado por los negros forajidos que formaban parte del Quilombo de los Palmares. Entre 1795 y 1796, el capitán Francisco Rodrigues de Melo junto su esposa, D. Ana Maria dos Placeres se instalaron en la Hacienda das Panelas, resultando en el municipio del mismo nombre.
El distrito fue creado con el nombre Quipapá por la ley provincial número 432, del 23 de junio de 1857, bajo administración del municipio de Panelas.  
Años más tarde, fue elevado a la categoría de villa con la denominación de Quipapá (ley provincial n.º 1402, de 12 de mayo de 1879) e instalado en 18 de julio de 1879. El ascenso al estatus de municipio,se dio de forma definitiva el 19 de mayo de 1900, por la Ley Provincial número 432, separándose del municipio de Panelas.
Como división administrativa, el municipio es constituido de seis distritos: Quipapá, Barra de Jangada, Jurema, Pau Ferro, Queimadas e São Benedito, más tarde el distrito de Jurema es también elevado a la categoría de municipio.

## Etimología
El origen del nombre Quipapá posee diversas versiones, algunas de origen folclórico. Otras con origen africano, esa última se trata de un corrupción de quipacá, que significa asilo de fugitivos. 
Según otros, la palabra es de origen tupí-guaraní, oriunda de una planta de la familia de las cactáceas, el kipá (Quipá). Que en el plural quedaría quipaquipá, y con pasar del tiempo, una sílaba fue extinta, resultando Quipapá, que también da el nombre a de una de sus sierras y de uno de sus ríos.

## Hijos ilustres
- Epaminondas Bezerra - nacido en Quipapá en 8 de julio de 1897, fue el creador de la Pasión de Cristo de Nueva Jerusalén, en Fazenda Nova.